# Manito
Manito es una villa ubicada en el condado de Mason en el estado estadounidense de Illinois. En el Censo de 2010 tenía una población de 1642 habitantes y una densidad poblacional de 439,96 personas por km².

## Demografía
Según el censo de 2010, había 1642 personas residiendo en Manito. La densidad de población era de 439,96 hab./km². De los 1642 habitantes, Manito estaba compuesto por el 97.62% blancos, el 0.3% eran afroamericanos, el 0.3% eran amerindios, el 0.79% eran asiáticos, el 0% eran isleños del Pacífico, el 0.06% eran de otras razas y el 0.91% pertenecían a dos o más razas. Del total de la población el 1.34% eran hispanos o latinos de cualquier raza.